# 伊藤康善
伊藤 康善（いとう こうぜん、1897年9月9日 - 1969年1月9日）は、奈良県北葛城郡新庄町生まれの宗教家。浄土真宗華光会の創始者、真宗興正派学頭。

## 略歴
- 1897年 - 奈良県新庄町の真宗興正派當専寺に生まれる。
- 1921年 - 仏教大学（現・龍谷大学）卒業、真宗宣伝協会入社
- 1929年 - 真宗公論社主筆に就任、「真宗公論」（後の興正派機関紙）を発刊
- 1942年 - 華光社を設立。当初は信仰雑誌「華光」の誌友の集まりであった。
- 1946年 - この頃より龍谷大学生、京都女子専門学校生を対象とした布教活動を開始。
- 1958年 - 浄土真宗華光会を宗教法人化
- 1969年 - 死去、行年71歳。

## 著書
- 『求道物語　仏敵』（華光会）
- 『善き知識を求めて』（華光会）
- 『我らの求道時代』（華光会）
- 『教界諸氏　安心調べ』（華光会）
- 『化生の世界』（華光会）
- 『死を凝視して』（華光会）
- 『仏教詩歌集』（華光会）
- 『悟痰録』（華光会）